# Филатов, Борис Васильевич
Бори́с Васи́льевич Фила́тов (28 декабря 1919, с. Варварино, Балашовский уезд, Саратовская губерния — 13 мая 1997, стан. Родниковская, Курганинский район, Краснодарский край, Россия) — советский хозяйственный, государственный и политический деятель, Герой Социалистического Труда.

## Биография
Родился в 1919 году в селе Варварино. Член КПСС с года.
Участник Великой Отечественной войны. С 1946 года — на хозяйственной, общественной и политической работе. В 1946—1986 гг. — заместитель директора по учебной части автодорожного техникума в Свердловске, заведующий мастерскими, директор машинно-тракторной станции в станице Родниковская Курганинского района Краснодарского края, председатель колхоза «Маяк Революции» Курганинского района Краснодарского края.
Указом Президиума Верховного Совета СССР от 22 марта 1966 года присвоено звание Героя Социалистического Труда с вручением ордена Ленина и золотой медали «Серп и Молот».
Избирался депутатом Верховного Совета СССР 7-го созыва.
Умер в Родниковской в 1997 году.